# Povstalecké velitelství Alex

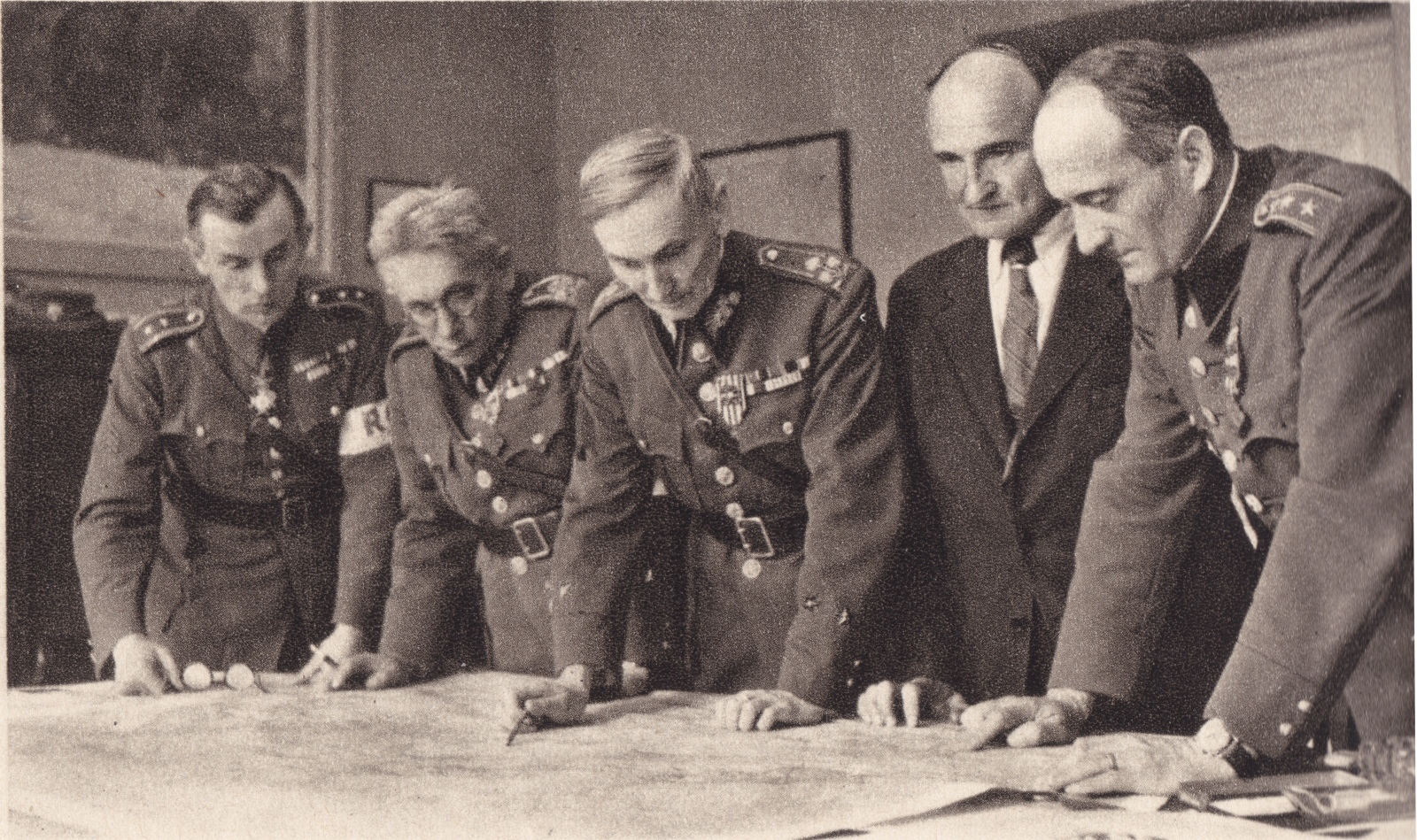
Velitelství "Alex" po Pražském květnovém povstání 1945. Zleva: Theodor Pokorný, František Slunečko, Zdeněk Novák, Karel Neubert, Raimund Mrázek

Povstalecké velitelství Alex vzniklo před koncem druhé světové války (30. dubna 1945) v Praze. Bylo vyústěním několikaletého protiněmeckého úsilí ilegální vojenské zpravodajské odbojové organizace Alex. Ta operovala dlouhodobě v severovýchodních Čechách (s napojením na Obranu národa) a její klíčovou osobností byl generál František Slunečko (krycím jménem "Alex"). Ještě před 5. květnem 1945 se napojilo velitelství Alex na odbojový zastřešující orgán - Českou národní radu (ČNR) s respektováním její velitelské nadřízenosti. Těsně před propuknutím Pražského květnového povstání 1945 ovládalo velitelství Alex odbojové skupiny na venkově v okolí Prahy kromě jednotek dislokovaných ve Velké Praze, kterým velel generál Karel Kutlvašr (a náčelník štábu František Bürger). Jednotky podřízené povstaleckému velitelství Alex (spolu s velitelstvím Bartoš a dalšími vojenskými složkami) přispěly rozhodující měrou k úspěšnému výsledku bojů v pražských ulicích i na periferních oblastech Prahy ve dnech 5. až 8. května 1945. Po 10. květnu 1945 se jednotky podřízené velitelství Alex (tentokráte již pod velením generála Zdeňka Nováka) účastnily obsazení zalesněných pohraničních území a očištění těchto oblastí od zbytků německých vojsk. Po splnění tohoto posledního úkolu bylo velitelství Alex rozpuštěno.

## Historický úvod

### Obrana Národa
Vojenská ilegální odbojová organizace Obrana národa (ON) vznikla na území protektorátu již po březnu 1939 a působila zde prakticky až do konce druhé světové války. Na jejím založení a velitelském územním a hierarchickém řízení se podíleli vysocí důstojníci Němci rozpuštěné prvorepublikové československé armády. Jako důležitá organizace protinacistického odporu byla vystavena neustálým likvidačním snahám německých bezpečnostních složek (gestapo, Sicherheitsdienst). Těm se v několika destrukčních vlnách podařilo pozatýkáním klíčových osob ON oslabit a rozbít. Na postech velitelů ON se tak postupně (ve čtyřech garniturách) vystřídali významní původně prvorepublikoví generálové. Třetí garnitura ON byla zlikvidována úderem německých bezpečnostních složek v červnu 1944, kdy byl (22. června 1944) zatčen její tehdejší velitel armádní generál Zdeněk Novák. Když byl koncem října 1944 zatčen jeho nástupce - brigádní generál František Bláha, bylo velení čtvrté garnitury ON svěřeno poslednímu ještě nezatčenému generálovi jímž byl František Slunečko.

### Alex
Generál František Slunečko (krycím jménem "Alex") původně zastával ve struktuře ON funkci oblastního vojenského velitele Morava-západ (se sídlem v Brně). Aby se vyhnul německému zatčení ukrýval se generál František Slunečko zakonspirován v přísné ilegalitě již od konce roku 1939 (od 2. prosince 1939). Pobýval na různých místech ale s blížícím se koncem druhé světové války pak v oblasti Mnichova Hradiště. Téměř po celou dobu trvání protektorátu stál v čele zpravodajské skupiny „ALEX“. Tato odbojová skupina postupně vytvořila i využívala síť informátorů na rozhodujících místech, v protektorátních ministerstvech, v ústřednách a v České tiskové kanceláři (ČTK). Ilegální skupina Alex působila v severovýchodních Čechách (především v okresech Mladá Boleslav, Mnichovo Hradiště, Turnov, Semily a Jičín).
Generál František Slunečko se obklopil spolupracovníky, ze kterých sestavil jádro budoucího povstaleckého velitelství ALEX. Jednotlivé oblasti činností (funkce a role) a za ně odpovídající osoby byly určeny následovně:
- velitel: brigádní generál František Slunečko (po osvobození povstalci dne 5. května 1945 z pankrácké věznice pak velel brigádní generál Zdeněk Novák)[2]
- náčelník štábu: podplukovník generálního štábu Raimund Mrázek (* 1897[3]);
- podnáčelník štábu: podplukovník generálního štábu Jan Rostislav Kolařík (* 1895[3]);
- spolupráce s policií a jinými organizacemi: podplukovník Ing. Antonín Sameš (* 1895[3]) (velitel Generálního velitelství četnictva a policie)
- přednosta III. (operačního) oddělení + spolupráce s železnicemi: podplukovník generálního štábu Stanislav Zima (* 1897[3]);
- přednosta IV. (zásobovacího, materiálního) oddělení + spolupráce se zaměstnanci Elektrických podniků (EP) hlavního města Prahy: podplukovník generálního štábu Bohumil (Bohuslav[2]) Paleček (* 1892[3]) (během povstání byl B. Paleček velitel štábu "Josef" pro bojové skupiny EP);
- spolupráce s četnictvem a Sokolstvem: plukovník Vladimír Procházka;
- přednosta I. (evidenčního) oddělení: podplukovník generálního štábu Antonín Šilhavý (* 1892[3]);
- zpravodaj: podplukovník generálního štábu Oskar Pejša (* 1896[3]);
- přednosta II. (zpravodajského) oddělení: podplukovník generálního štábu Jaroslav Kadainka (v době operací zastupoval podplukovníka generálního štábu Oskara Pejšu. Oskar Pejša velel za povstání bojovému úseku Vašek-Rákos v Praze-Podbabě[2]);
- organizace četnictva: major četnictva Václav Uhlíř (po zatčení v říjnu 1944 jej zastupoval plukovník Vladimír Procházka);
- spojovací důstojník velitelství: major pěchoty Theodor Pokorný;
- referent pro záležitosti tisku: nadporučík v záloze, bývalý šéfredaktor "Pestrého týdne" Karel Neubert;
- kurýr a spojka se skupinou "Sever" (viz dále): nadporučík v záloze Vítězslav Holas;
- kurýr a spojka: redaktor Ledvinka.

Osobnosti povstaleckého velitelství Alex
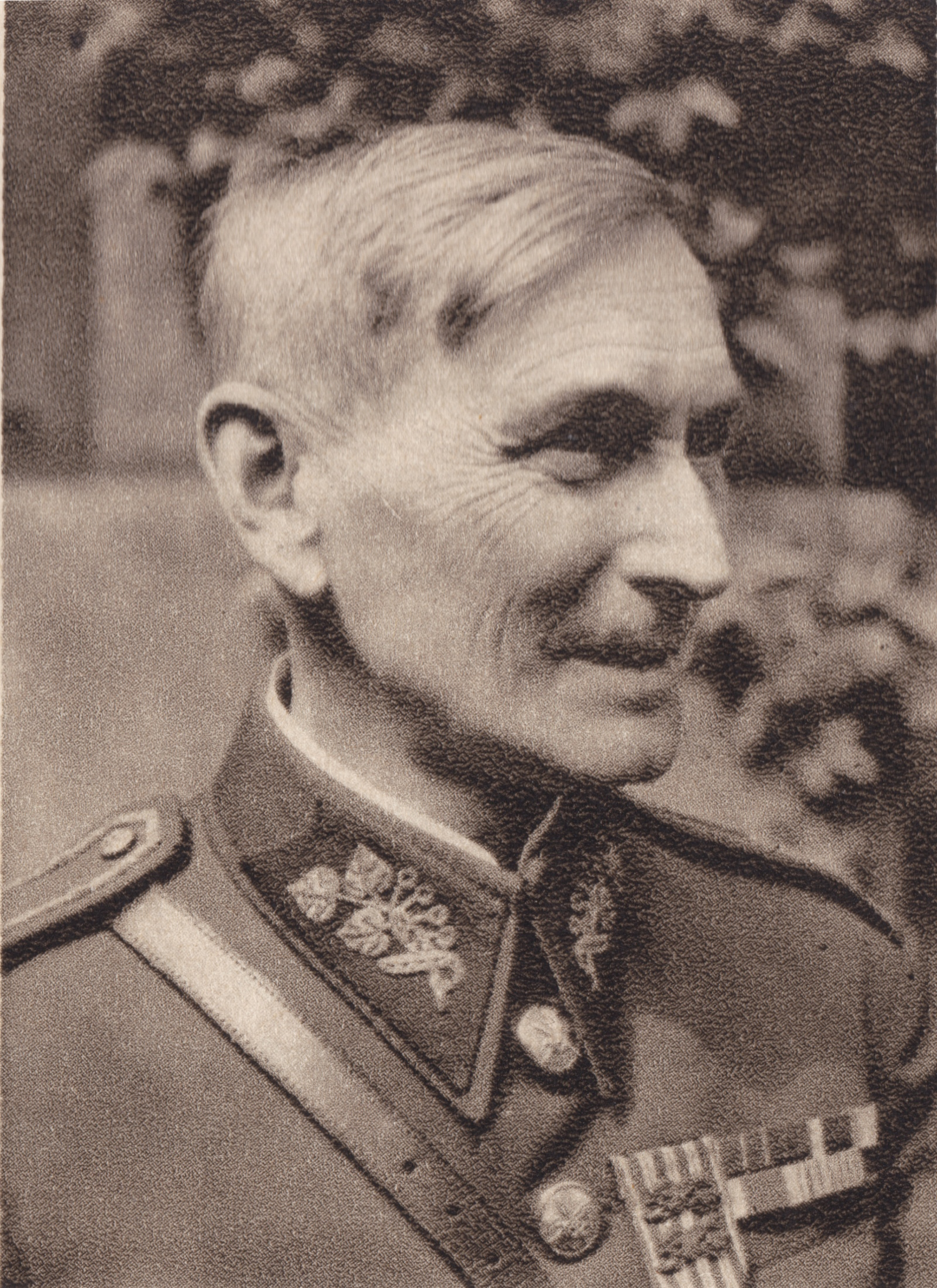
Brigádní generál Zdeněk Novák
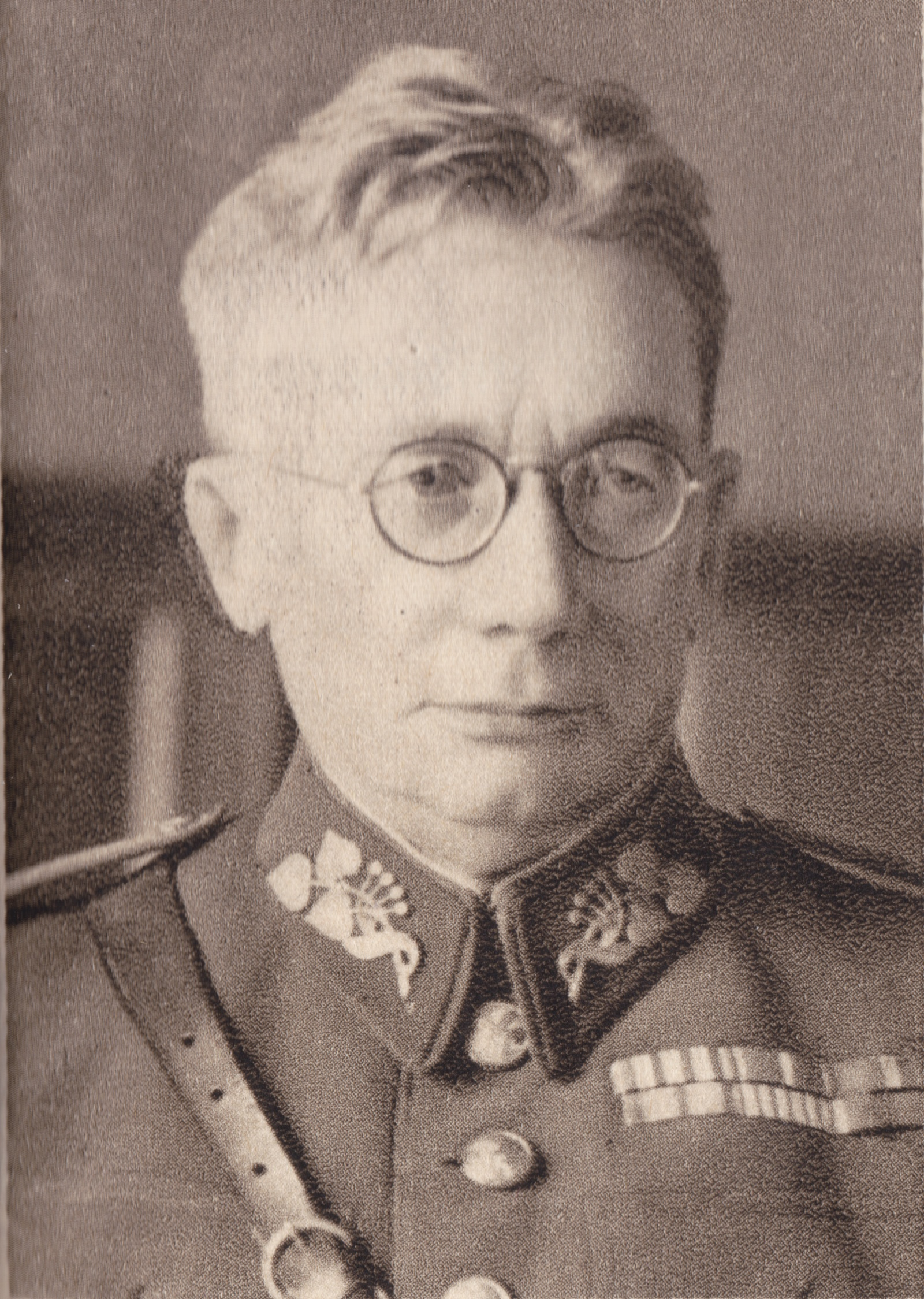
Brigádní generál František Slunečko
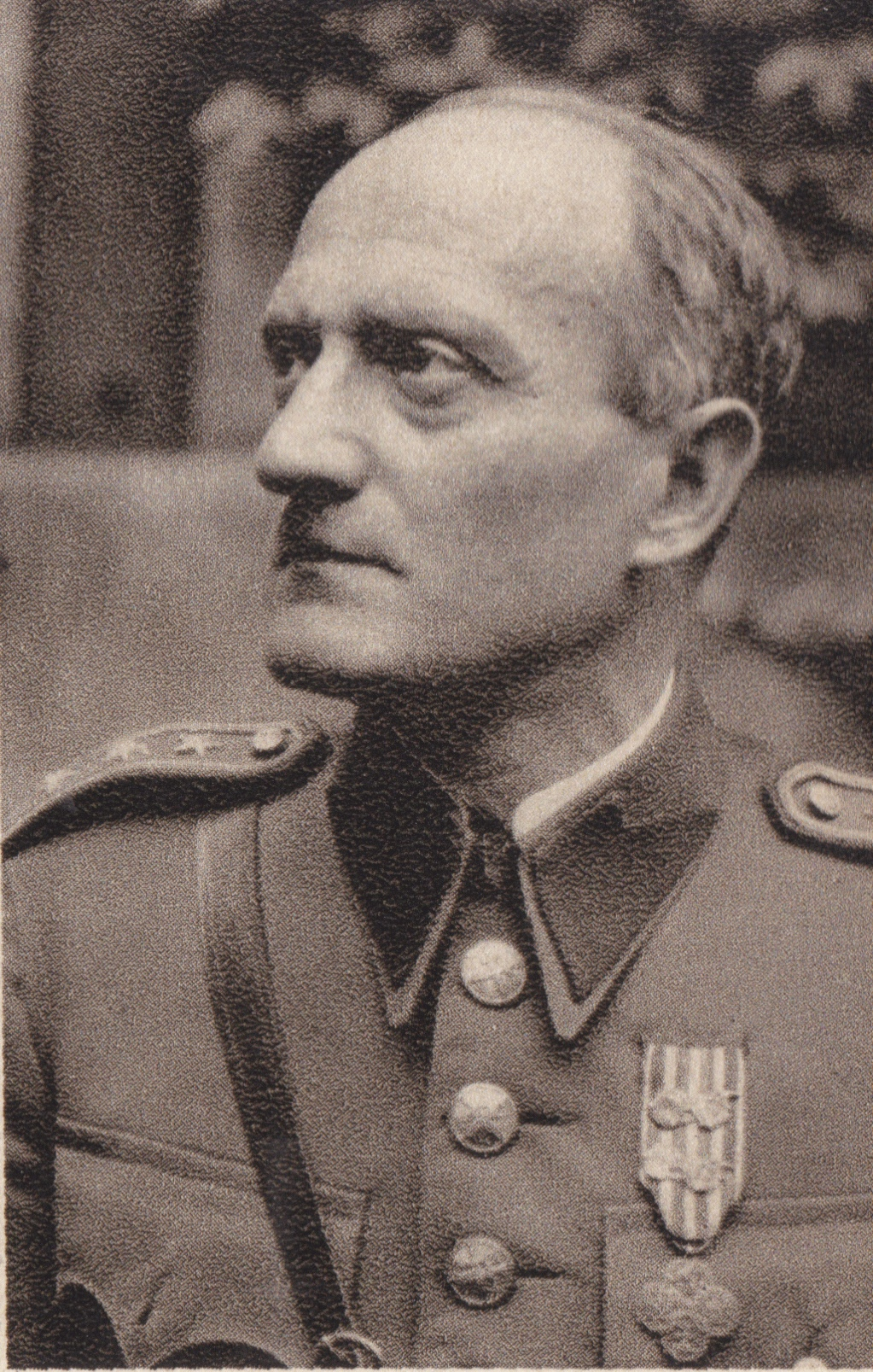
Podplukovník generálního štábu Raimund Mrázek

### Předehra Pražského povstání
S přibližujícím se koncem války (z popudu generála Slunečka) byl ustaven revoluční Národní výbor podle určitých propozic definovaných exilovou vládou. Předsedou výboru byl zvolen Slunečko, místopředsedou pak bývalý šéfredaktor Pestrého týdne Karel Neubert. Členy výboru byli důvěrníci odborových organizací, zástupci průmyslu, finančních institucí, tisku, hospodářských svazů a vojska, zaměstnanci Elektrických podniků, veřejného zásobování a výroby papíru. V této době tak výbor zužitkoval síť informátorů, kteří pracovali již dříve pro ilegální skupinu Alex.
Pomocí již z předešlé doby vytvořených kontaktů ilegální skupiny Alex byly zakládány další odbojové skupiny na venkově a některé byly slučovány s odbojáři v Praze. Jednalo se o:
- Skupinu generála Slunečka v okresech: Mladá Boleslav, Mnichovo Hradiště, Turnov, Semily a Jičín;
- Skupinu podplukovníka generálního štábu Raimunda Mrázka v Brandýse nad Labem;
- Skupinu plukovníka Vladimíra Procházky - Benešov, Vlašim a Louny;
- Skupinu generála Julia Fišery (* 1894[3]) - Velké Kladno, Unhošť, Beroun.

Do vinohradského bytu v prvním patře (na adrese Přemyslovská 2018/27, Praha 2) se již v lednu 1940 nastěhoval generál Karel Kutlvašr s manželkou Jelizavetou. Zde se také dne 24. dubna 1945 konala porada k přípravě Pražského povstání. Porady se účastnil hrabě Kolowrat-Krakovský, generál Bohumil Rytíř, podplukovník Ing. Antonín Sameš a další.
Na příkaz podplukovníka generálního štábu Raimunda Mrázka dopravil podplukovník duchovní služby Bohumil Radechovský (po pěti a půl rocích v ilegalitě) generála Františka Slunečka do Prahy. Tady se dne 30. dubna 1945 v kancelářích Dunajské plavební společnosti (Na Poříčí 1933/36 Praha 1 Staré Město - Josefov) uskutečnila první schůzka zástupců vojenského odboje. Zde se s generálem Slunečkem sešel generál Karel Kutlvašr, podplukovník generálního štábu Raimund Mrázek, velitel Generálního velitelství četnictva a policie podplukovník Ing. Antonín Sameš a další aby ustavili povstalecké velitelství Alex. Generál Slunečko pak od 1. května 1945 do zahájení Pražského povstání bydlel v bytě majora Theodora Pokorného na adrese Ševčíkova 1421/6, Praha 3 (od roku 1904 do 1947 se ulice jmenovala Bendlova)

### Velitelství ALEX v předvečer Pražského povstání
Vojenská komise Slunečkova Národního výboru (= povstalecké velitelství Alex) zasedala každé ráno o 9. hodině postupně na různých místech Prahy (z důvodů konspirace). Tato komise průběžně určovala definitivní uspořádání velení, úkoly jednotkám a projednávala celkovou situaci po politické, organizační a vojenské stránce.
Povstalecké velitelství Alex podchytilo (velitelsky) již existující vojenské organizace:
- skupinu podplukovníka generálního štábu Františka Bürgera
- skupinu štábního kapitána Volráta
- bojovou organizaci zaměstnanců Elektrických podniků (6000 mužů), která byla rozdělena na deset skupin dislokovaných ve vozovnách na okraji Prahy a v elektrárně. (Těmto "dílčím" skupinám veleli aktivní a záložní důstojníci)

Zároveň byly rozděleny oblasti vojenského velení:
- Generál František Slunečko a jeho štáb: všechny podchycené jednotky v Čechách
- Generál Karel Kutlvašr (velitel Velké Prahy) a náčelník štábu František Bürger: všechny podchycené jednotky ve Velké Praze
- Generál Julius Fišera: jednotky ve Velkém Kladně a jednotky dislokované západně od Prahy
- Major Karel Cerman: skupina "Sever" v prostoru Českého ráje a Pojizeří
- Podplukovník Vilém Konvalinka: skupina Brandýs nad Labem

Aby se předešlo rušivým zásahům různých politických skupin do vojenského velení a organizace jednotek, bylo dohodnuto s různými politickými organizacemi (včetně té největší, kterou byla "Rada vojáků a pracujícího lidu"), že vojenské velení bude v rukou generála Františka Slunečka. Nadporučík v záloze Karel Neubert byl pověřen obsazením budovy ČTK a byl to právě on, kdo zařídil vše potřebné k "hladkému" provedení převratu v hospodářské skupině "Tisk a Papír". Kontakt velitelství Alex s ČNR se podařilo uskutečnit ještě před 5. květnem 1945 a to prostřednictvím štábního kapitána Jaromíra Nechanského (krycí jméno "Jiří"). Přijetím podplukovníka Ing. Antonína Sameše za člena vojenské sekce ČNR bylo vytvořeno spojení povstaleckého velitelství Alex s ČNR a zároveň i uznána hierarchická velitelská nadřazenost ČNR nad velitelstvím Alex.

## České květnové povstání
Historici dnes (2016) připomínají, že ačkoliv Květnové povstání na jaře 1945 v Praze bylo především spontánní akcí, která byla odstartována bez velké koordinace a centrálního vedení, nelze zpochybnit fakt, že bylo systematicky připravováno (zejména v posledních dvou týdnech) především skupinami českých důstojníků, mezi nimiž hráli hlavní roli bývalí legionáři - podplukovníci generálního štábu František Bürger (skupina Bartoš) a Raimund Mrázek (skupina Alex).

### Předběžné cíle povstalců před vypuknutím povstání
Obě povstalecké skupiny ("Bartoš" i "Alex") nebyly dostatečně vyzbrojeny. Odboj na jaře 1945 byl značně zdecimován předchozími údery gestapa a Němců a byl značně roztříštěný. Povstalci se opírali především o českou policii, četnictvo, hasičské útvary, tramvajáky a železničáře. Celkem vzato se jednalo asi o 10000 minimálně vyzbrojených mužů. Předpokládalo se, že v případě kapitulace Němců půjde hlavně o udržení pořádku a o likvidaci odporu, který bylo možno reálně předvídat jen u gestapa a jednotek SS. V případě lidového povstání to byla snaha podchytit je vojensky a zároveň se pokusit "do příchodu spojeneckých armád buď zlomit německý odpor, či jej alespoň udržet v rozumných mezích".

### Předčasný start povstání
Oba odbojové proudy ("Bartoš" a "Alex") plánovaly zahájení vojenských operací proti třicetitisícové německé posádce cca na pondělí 7. května 1945. Situace ale uzrála o dva dny dříve především díky tomu, že odboj obsadil nacistům telefonní spoje.

### Velitelství Alex v Pražském povstání

#### Sobota 5. května 1945
Od ranních sobotních hodin dne 5. května 1945 bylo zřejmé, že každou hodinu dojde ke spontánnímu propuknutí povstání a střetu povstalců s německou brannou mocí. Velitelství Alex se sešlo v 9 hodin na Staroměstském náměstí v domě U kamenného stolu (Staroměstské náměstí 550/18, Praha 1 - Staré Město, Josefov) v kancelářích firmy Kunerle. (Zde sice sídlila německá firma, ale její český ředitel desátník v záloze Blažek ještě před revolucí uvolnil místnosti firmy pro vojenské schůze.) Slunečkem byla vyslána spojka pro generála Kultvašra na Vinohrady do bytu v Přemyslovské ulici (viz výše) se vzkazem okamžitě se dostavit na velitelství Alex. Generál Slunečko rozhodl o zahájení boje a kolem 10. hodiny byl vydán příkaz k aktivaci všech povstaleckých jednotek a k obsazení klíčových bodů v Praze. Generál Karel Kutlvašr se z velitelství Alex odebral na svoje stanoviště. Povstání vypuklo v 11 hodin při obsazování budovy rozhlasu. Ve 12.30 obsadili budovu České tiskové kanceláře (ČTK) (v Lützowově ulici) ozbrojenci pod vedením nadporučíka v záloze Karla Neuberta. Karel Kutlvašr zahájil činnost pro Velkou Prahu ve 12.45. Již ve 13.00 uskutečnila ČTK (na Hellových aparátech) spojení s agenturou Reuters v Londýně a též s Moskvou. Normální provoz ČTK byl obnoven do 15.00 a v 18.00 byla ČTK předána zmocněnci ČNR.
Velitelství Alex koordinovalo operace svých venkovních sil s průběhem bojů v ulicích Prahy díky dobře fungující zpravodajské službě. Zbraně byly soustřeďovány ve Štefánikových kasárnách na Smíchově, kde velel podplukovník Šilhavý. Odtud byly vyzbrojovány jednotky dobrovolníků a dávány k dispozici skupině Bartoš-Kutlvašr. Velitelství Alex dávalo příkazy k operacím skupinám mimo Velkou Prahu, zatímco ve Velké Praze vedl operace Karel Kutlvašr.
V sobotu 5. května 1945 vzniklo několik větších povstaleckých seskupení podřízených Vojenskému velitelství Velké Prahy "Bartoš" generála Karla Kutlvašra.
Večer 5. května 1945 čítal povstalecký tábor asi na 16000 bojovníků. Povstalci měli v rukou deset vltavských mostů z dvanácti, ovládali rozhlas, hlavní poštu, meziměstskou telefonní ústřednu, holešovickou elektrárnu, Štefánikovy kasárny na Smíchově a kasárny Jiřího z Poděbrad na náměstí Republiky, disponovali několika lehkými tanky, a dokonce i obrněnými vlaky. Především však ovládali rozsáhlé městské čtvrti zejména na pravém břehu Vltavy.
Oproti tomu si nacisté udrželi rozsáhlou oblast na levém břehu Vltavy (Dejvice, Malá Strana, Hradčany, letiště Ruzyně). Kromě toho na pravém břehu řeky Vltavy měli několik izolovaných, ale dobře opevněných bodů. Navíc jim na podporu z venkova vyrazilo asi 30 000 příslušníků jednotek SS.

#### Noc z 5. na 6. května 1945
Od 22. června 1944 byl v Pankrácké věznici (Soudní 988/1, Praha 4) vězněn generál Zdeněk Novák. V noci z 5. na 6. května 1945 byl osvobozen a navzdory svému nedobrému zdravotnímu stavu se okamžitě se zapojil do velení prostřednictvím velitelství Alex.
V noci z 5. na 6. května 1945 bylo v Praze vybudováno na 1600 barikád. V neděli 6. května 1945 se nacisté připravovali na útok proti Praze zatímco povstalci se více organizovali a pokoušely se s nimi spojit jednotky ROA generála Vlasova. Generální útok nacistů proti městu byl zahájen v pondělí 7. května 1945, kdy se jim podařil průnik ze severovýchodu do centra.

#### Pondělí 7. května 1945
Po celou dobu (od 5. května do 7. května 1945) bylo Staroměstské náměstí a stanoviště velitelství Alex zde umístěné (viz výše) nepřetržitě ostřelováno tankovými děly. Dne 7. května 1945 odpoledne bylo velitelství Alex přestěhováno do kanceláří generálního ředitelství firmy na kolejová vozidla Ringhoffer na Smíchov. Firma sídlila v dnes již neexistujícím továrním komplexu nacházejícím se v prostoru mezi dnešními (2016) ulicemi Plzeňská, Kartouzská, Štefánikova a Radlická. Bývalé sídlo velitelství v Domě u kamenného stolu na Staroměstském náměstí bylo silně poškozeno střelbou z těžkých zbraní tak, že nakonec vyhořelo.
Na Praze 2 ve Vyšehradské ulici (na adrese Vyšehradská 423/27) fungovalo od 7. května 1945 do 9. května 1945 stanoviště spojek, které zajišťovaly komunikaci mezi velitelstvím Alex a velitelstvím Bartoš. Tomuto komunikačnímu uzlu velel podplukovník Bohumil Radechovský.

#### 8. května 1945
V noci ze 7. na 8. květen Česká národní rada odmítá uzavřít politickou dohodu s ROA a „vlasovci“ začali opouštět Prahu. Nacisté působili nápor z karlínského směru proti centru města, což vedlo k patové situaci. Ta nakonec vyústila v podpis protokolu o kapitulaci německých jednotek, tzv. Protokol o provedení formy kapitulace německých branných sil. To znamenalo de facto jejich odchod z města (do amerického zajetí). Poslední boje s jednotkami SS především v oblasti Zlíchova, Pankráce a Dejvic byly ukončeny ve středu 9. května 1945 vstupem sovětských jednotek do Prahy.
Na konci bojů evidovalo Vojenské velitelství Velké Prahy "Bartoš" 25470 ozbrojených barikádníků. Povstání se aktivně zúčastnilo 4426 českých policistů a četníků. Důležitou roli při formování povstaleckých skupin a velení jim měli aktivní důstojníci předmnichovské československé armády.

#### Poslední aktivity velitelství Alex
Dne 10. května 1945 se generál Zdeněk Novák ujal velení nad všemi jednotkami podřízenými velitelství Alex. Generál František Slunečko se stal jeho zástupcem. Po příjezdu vlády do Prahy byli generál Zdeněk Novák a náčelník štábu podplukovník Raimund Mrázek přijati ministrem obrany generálem Ludvíkem Svobodou. Zde obdrželi poslední rozkaz určený velitelství Alex: obsadit pohraničí historických zemí a vyčistit zalesněné oblasti od zbytků německých vojsk. Obsazením pohraničních území tak naplnilo velitelství Alex svoje poslání a zastavilo svoji činnost.

## Historický dovětek
Po roce 1948 se Pražské květnové povstání 1945 účelově interpretovalo jako vzpoura pracujících, kteří pod vedením komunistické strany povstali proti nacistům a vydrželi v boji až do rozhodujícího zásahu Rudé armády. Po roce 1989 se zase oproti tomu často zdůrazňovaly temné stránky květnových bojů, kupříkladu násilí proti německým civilistům, k nimž docházelo v pražských ulicích.
"Mnoho jak politických, tak i vojenských odbojových skupin se na povstání připravovalo prakticky už od roku 1939. V roce 1945 se všechny proudy slily v jeden a po prvním spontánním vystoupení musela nastoupit organizace, protože jinak by to povstání bylo velice rychle rozprášeno a zničeno."
Tomáš Jakl z Vojenského historického ústavu Praha,  

## Dohra po Únoru 1948

### Generál Karel Kutlvašr
Generál Karel Kutlvašr působil jako vojenský velitel Prahy až do 28. května 1945. Později byl povýšen do hodnosti divizního generála. Krátce po únorovém převratu byl přeložen do výslužby a koncem roku 1948 zatčen. V inscenovaném procesu byl 16. května 1949 Státním soudem v Praze odsouzen za velezradu k trestu odnětí svobody na doživotí a současně k degradaci na vojína v záloze. Až do prezidentské amnestie Antonína Zápotockého v roce 1960 byl vězněn na Mírově a v Leopoldově. Na svobodu se vrátil s podlomeným zdravím a starobním důchodem tak malým, že se musel živit nejprve jako hlídač v Jízdárně Pražského hradu a poté co odtamtud musel odejít, jako noční vrátný v Nuselském pivovaru. Zemřel náhle 2. října 1961 v nemocnici v Motole.

### Generál František Slunečko
Dnem 28. října 1945 byl ustanoven velitelem 1. armádního sboru v Praze a povýšen do hodnosti divizního generála. Po dosažení věkové hranice odešel k 1. červnu 1946 do výslužby. Nikdy nebyl za nic odsouzen, přesto čelil různým provokacím a obviněním, na jejichž základě byl vyšetřován. Po propuštění z vyšetřovací vazby Státního soudu byl v roce 1950 degradován na vojína v záloze. V roce 1951 byl nuceně vystěhován z Prahy do Branžeže (okr. Mnichovo Hradiště) odkud se mohl vrátit až po "uvolnění" režimu v 60. letech dvacátého století. Zemřel 10. prosince 1963 v Praze.

### Generál Zdeněk Novák
Po válce byl povýšen nejprve na divizního (1. srpna 1945) a později armádního generála (1. dubna 1946) a do konce roku 1950 vykonával funkci velitele Vojenské oblasti 3 v Brně. Dne 3. ledna 1951 byl zatčen, a k 31. říjnu téhož roku propuštěn z vojenské činné služby a následně degradován na vojína v záloze. V roce 1954 byl odsouzen k 18 letům za velezradu a uvězněn. V roce 1956 byl na základě prezidentské milosti propuštěn. V roce 1967 byl rehabilitován a zároveň mu byla vrácena vojenská hodnost. Zemřel 23. října 1988 v obci Zadní Třebáň.